# Guilielmus Monachus
Guilielmus Monachus (auch Guilelmus und Guillelmus Monachus, „Wilhelm der Mönch“, wirksam 2. Hälfte des 15. Jahrhunderts) war ein „äußerst fähiger Sänger und kenntnisreicher Mann“ sowie Musiktheoretiker der Renaissance. Biografisch ist diese Persönlichkeit bisher nicht ermittelt. Er wird, wie zitiert, im Incipit eines lateinischsprachigen Musiktraktates als dessen Autor oder Kompilator ausgewiesen.

## Leben und Werk
Über Guilielmus Monachus ist nahezu nichts biografisch bekannt. Aus seinen Äußerungen in seinem Werk kann man schließen, dass er entweder Italiener oder Engländer war, der bereits seit langem in Italien lebte. Er verwendet einen Choral nach der englischen Sarum-Liturgie als cantus firmus eines seiner Beispiele. Er ist ungewöhnlich gut über die kontrapunktische Praxis der Zeit in England informiert. Alejandro Enrique Planchart vermutet  in Guilielmus Monachus einen jüngeren Zeitgenossen von Johannes Tinctoris.
Der angesprochene Musiktraktat mit dem Titel [G]uilielmi monaci Cantoris integerrimi ac viri eruditissimi. De preceptis artis musice et practice compendiosus libellus feliciter incipit aus dem späten 15. Jahrhundert ist singulär überliefert und wurde mehrfach neu herausgegeben. Die Schrift umfasst verstreut folgende drei Themenbereiche: (1) Eine Mensural- und Proportionenlehre, (2) eine Satz- und Kontrapunktlehre und (3) eine Elementar- und Chorallehre. Die Organisation und Anordnung der Themen wird in der Fachliteratur als „seltsam“ oder auch  als „nicht gut organisiert“ qualifiziert und beschrieben.